# الانتخابات البلدية في تونس
الانتخابات البلدية في تونس تسمح بانتخاب أعضاء المجلس البلدي في كل بلدية. يسمى هؤلاء مستشارين بلديين، ويقومون بدورهم بانتخاب العمدة الذي يترأس المجلس البلدي، ويسمى أيضا رئيس البلدية. تدوم ولاية المجلس البلدي المنتخب خمسة سنوات.

## التاريخ
انطلق العمل البلدي منذ 1858، حيث كانت تونس العاصمة تحتوي على مجلس بلدي، يرأسه شيخ المدينة، ثم أصبح رئيس البلدية، وبقي المجلس حتى وقتنا هذا.
انتشرت المجالس البلدية شيئا فشيئا منذ انتصاب الحماية الفرنسية في تونس في 1881 بعد الاستقلال في 1956 ، بدأت تونس بناء جمهوريتها، أين تم إصدار الأمر المؤرخ في 14 مارس 1957 المتعلق بقانون البلديات، الذي نظم كيفية عمل البلديات في كامل تراب الجمهورية رسميا ( واجريت اول انتخابات بلدية في تونس تبع هذا الأمر، القانون عدد 33 لسنة 1975 المؤرخ في 14 ماي 1975 يتعلق باصدار القانون الأساسي للبلديات، الذي ألغى جميع الأحكام السابقة وصاع قانونا جديدا ينظم عمل وتركيبة ومهام البلديات. تم تنقيح هذا القانون في 1991 و 1995 و 2008.
بعد الثورة التونسية في 2011، تم حل كل المجالس البلدية وتعويضها بنيابات خصوصية تم اقتراحها من قبل نواب الجهة المعنية في المجلس التأسيسي، والمصادقة عليها من قبل والي الجهة. في بعض البلديات، تم تغيير النيابات الخصوصية عدة مرات.

## القائمة

### الوطنية
- الانتخابات البلدية التونسية 1957
- الانتخابات البلدية التونسية 1960
- الانتخابات البلدية التونسية 1963
- الانتخابات البلدية التونسية 1966
- الانتخابات البلدية التونسية 1969
- الانتخابات البلدية التونسية 1972
- الانتخابات البلدية التونسية 1980
- الانتخابات البلدية التونسية 1985
- الانتخابات البلدية التونسية 1990
- الانتخابات البلدية التونسية 1995
- الانتخابات البلدية التونسية 2000
- الانتخابات البلدية التونسية 2005
- الانتخابات البلدية التونسية 2010
- الانتخابات البلدية التونسية 2018

### الجزئية
- الانتخابات البلدية الجزئية التونسية 2019
- الانتخابات البلدية الجزئية التونسية 2020
- الانتخابات البلدية الجزئية التونسية 2021

## مقالات ذات صلة
- الانتخابات في تونس